# Biburg (Bawaria)
Biburg – miejscowość i gmina w Niemczech, w kraju związkowym Bawaria, w rejencji Dolna Bawaria, w regionie Ratyzbona, w powiecie Kelheim, wchodzi w skład wspólnoty administracyjnej Siegenburg. Leży około 15 km na południe od Kelheim, nad rzeką Abens, przy drodze B16, B301.

## Dzielnice
W skład gminy wchodzą następujące dzielnice: Altdürnbuch, Biburg, Dürnhart, Perka, Rappersdorf i Etzenbach.

## Demografia
| Rok  | Liczba mieszk. |
| ---- | -------------- |
| 1970 | 885            |
| 1987 | 939            |
| 2000 | 1 277          |